# Herderin met haar kudde
Herderin met haar kudde (Frans: Bergère avec son troupeau) is een schilderij van Jean-François Millet. Hij schilderde het rond 1863 in opdracht van Paul Tesse. Op de Parijse salon een jaar later oogstte het werk veel succes. Sinds 1986 is het te zien in het Musée d'Orsay in Parijs.

## Voorstelling
Op het schilderij staat een herderin eenzaam met haar kudde schapen op een uitgestrekte, open vlakte in de buurt van Chailly-en-Bière. Het meisje, waarvoor Millets dochter wellicht model stond, is verdiept in haar breiwerk. Bewaakt door een hond, graast de kudde in het licht van de ondergaande zon. Op de voorgrond zijn enkele verspreide bloemen zorgvuldig geschilderd. Millet, die al enige tijd met het idee voor dit schilderij rondliep, gaf het schilderij dezelfde melancholieke uitstraling als zijn beroemde Het angelus.
Op de salon van 1864 kreeg het schilderij veel positieve kritieken en Millet verdiende er zelfs een medaille mee. Waar de impliciete maatschappijkritiek in een werk als Arenleessters nog veel stof had doen opwaaien, kon Herderin met haar kudde met zijn idyllische karakter iedereen bekoren. De kunsthistoricus Alfred Sensier raadde Millet zelfs aan het schilderij goed te bestuderen en als basis te gebruiken voor zijn toekomstige werk.

## Herkomst
- in bezit van Paul Tesse, de opdrachtgever.
- 1864: Jules Van Praet, Brussel krijgt het schilderij in bezit door het te ruilen tegen Het angelus.
- vanaf 1892: in bezit van de verzamelaar Alfred Chauchard, eigenaar van de Grands Magasins du Louvre, een warenhuis.
- 1909: nagelaten aan het Louvre.
- 1986: overgeplaatst naar het Musée d'Orsay.

## Afbeeldingen

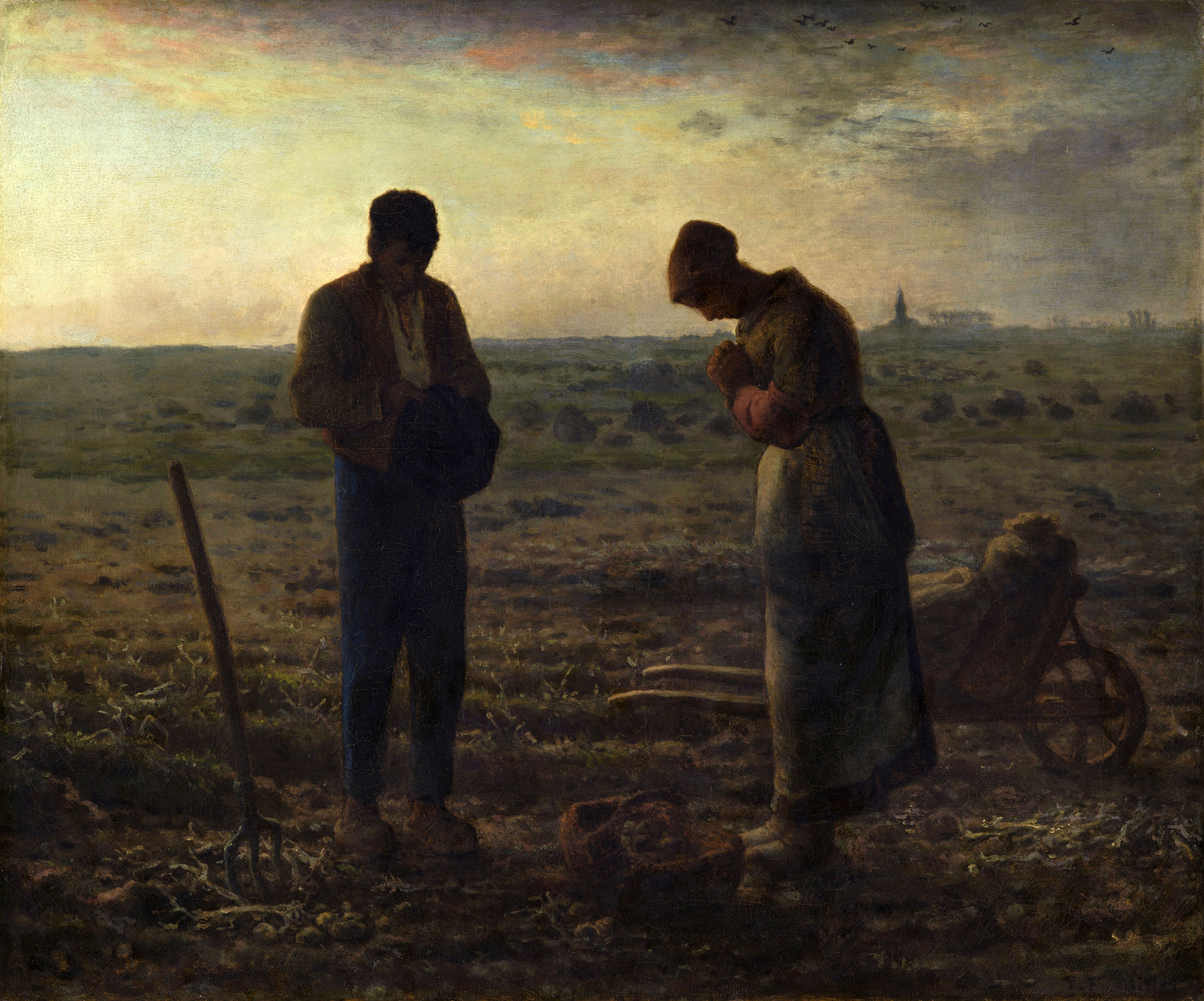
Het angelus (1857-59)
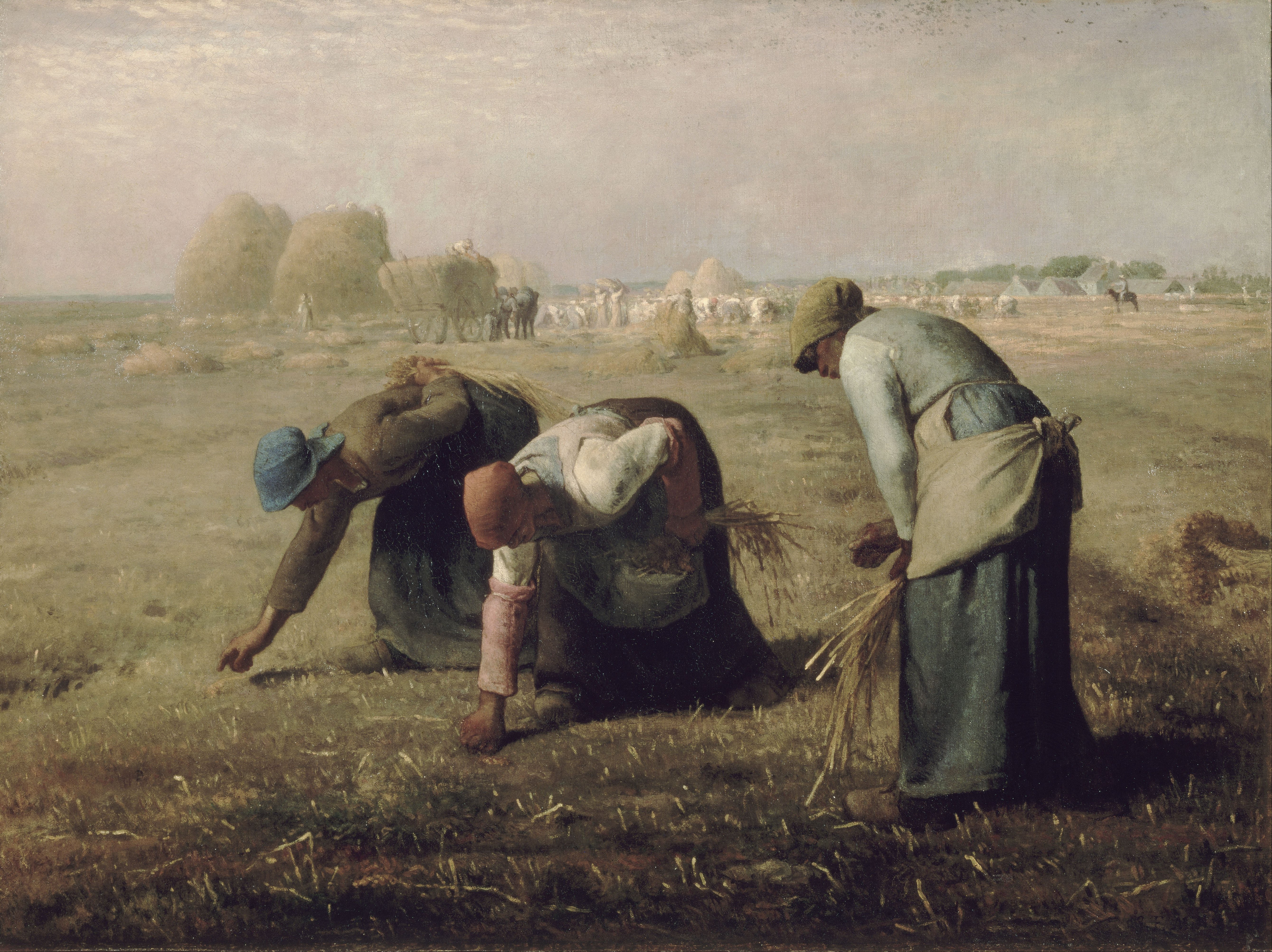
Arenleessters (1857)